# La carne
La carne è un film del 1991 diretto da Marco Ferreri.
È stato presentato in concorso al 44º Festival di Cannes.

## Trama
Paolo è un impiegato comunale, che nel tempo libero lavora al pianobar di un locale, è divorziato ed ha due figli che stanno con la ex moglie. Paolo ricorda spesso sua madre e la Prima comunione, con la quale gli pare di vivere una esperienza totalizzante nel divino.
Nel night del suo amico Nicola, Paolo conosce la giovane burrosa Francesca, reduce da una relazione con un guru indiano, che ha appena abortito ed è sola. L'intimità scocca fra i due: per Paolo è la vittoria dell'ultrasesso e della fusione che tutto completa ed esalta, fusione che la sacerdotessa gli assicura grazie ad una speciale tecnica orientale, che permette al compagno uno stato di permanente efficienza.
Si rinchiudono nella casa al mare di lui a sud di Roma dove, dopo aver riempito il frigorifero, passano il tempo a mangiare e a fare l'amore, interrotti solo da una rapida incursione dei due figli in visita a Paolo e da un gruppetto di amici.
Ma Francesca è migrante, come le cicogne che volano nei paraggi e ad un dato momento pensa di andarsene in altri lidi, mentre il partner capisce che per "comunicare" davvero non c'è che una alternativa: o amarsi totalmente, o fare a pezzi quel corpo bianchissimo e voluttuoso di donna, metterlo in frigo e mangiarselo in riva al mare davanti al sole.
Così, dopo aver fatto animalescamente l'amore nella cuccia del prediletto cane Giovanni, l'ansia insana di Paolo viene appagata.
La uccide, la seziona e la conserva in frigorifero per cibarsene.

## Produzione

### Il titolo
Il titolo La carne fu suggerito a Marco Ferreri da Ciro Ippolito, che inizialmente doveva produrre il film. Ippolito dieci anni prima aveva distribuito un film porno americano con lo stesso titolo.

## Curiosità
- Nel corso del film viene riprodotta diverse volte la parte di chitarra flamenca, eseguita da Steve Howe, della canzone Innuendo dei Queen.
- La rock band italiana Valentina Dorme ha pubblicato nel 2009 un album chiamato La carne., che contiene un brano dal titolo Marco Ferreri.
- Inizialmente, Marco Ferreri aveva pensato, per il ruolo del protagonista, a Paolo Villaggio, che però, essendo sotto contratto con Vittorio Cecchi Gori, fu costretto a rifiutare.